# Marla Gibbs
Marla Gibbs (nacida Margaret Theresa Bradley; 14 de junio de 1931) es una actriz, cómica, cantante, escritora y productora de televisión estadounidense, cuya carrera abarca cinco décadas. Gibbs es conocida como la sirvienta de  George Jefferson, Florence Johnston, en la sitcom de la CBS, Los Jefferson (1975–85), por el cual recibió cinco nominaciones para los premios Primetime Emmy a la mejor actriz de reparto - Serie de comedia. También protagonizó el spin-off de la serie,Checking In (1981) y el sitcom de la NBC, 227 (1985–90); Gibbs coprodujo esta última serie, interpretó el papel principal de Mary Jenkins, y cantó el tema de la serie. Gibbs ha ganado un total de siete premios NAACP Image. En los últimos años, Gibbs ha interpretado papeles secundarios en las películasThe Meteor Man (1993), Lost & Found (1999), The Visit (2000), The Brothers (2001), Madea's Witness Protection (2012), Grantham & Rose (2015), y Lemon (2017).

## Primeros años
La más joven de dos hermanas, Gibbs nació como Margaret Theresa Bradley el 14 de junio de 1931, en el Hospital del Condado de Cook, en Chicago, Illinois, hija de Ophelia Birdie (apellido de soltera Kemp) y Douglas Bradley. Asistió al Wendell Phillips Academy High School en el barrio de Bronzeville, al sur de Chicago. Se graduó en 1949. Poco después del instituto, Gibbs se mudó a Detroit, Míchigan, donde acudió a la Escuela de Negocios Peters. Trabajó como agente de reservas para United Airlines antes de trasladarse con sus hijos de Detroit a Los Ángeles.

## Carrera
Gibbs consiguió su primer trabajo como actriz a principios de los años 70, en  first acting job in the early 1970s, en las películas de blaxploitationSweet Jesus, Preacher Man y Black Belt Jones. En 1975, fue seleccionada para el papel de Florence Johnston, la sirvienta de la familia en la serie cómica de la CBS Los Jefferson. Por su interpretación en la serie, Gibbs fue nominada a los premios Primetime Emmy a la mejor actriz de reparto - Serie de comedia cinco veces, y una vez para el Globo de Oro a la mejor actriz de reparto de serie, miniserie o telefilme. En 1981, protagonizó el spin-off de Los Jefferson, titulado Checking In. En una entrevista en 2015 para Broadway Showbiz, cuando le preguntarion si había basado alguno de sus personajes en personas de la vida real, Gibbs respondió:
"Sí, Florence era como mi tía y mi abuela, así que la viví. Ella fue fácil para mí, así que soy como Florence en lo de dar respuestas inteligentes, pero también fui tímida así que no me habría atrevido a decir algunas de las cosas que decía Florence. Prefiero hacer lo que pueda hacer en este momento. Quienquiera que me contrate en este momento... eso es lo que se supone que debo hacer. Mi favorito es el drama. Lo estoy haciendo ahora (en Scandal), pero también sigo haciendo comedia en Hot in Cleveland." En 1985, cuando se canceló Los Jefferson después de 11 temporadas, Gibbs er la actriz principal de la sitcom de la NBC, 227. La serie se emitió hasta series 1990, con 116 episodios producidos. Dos décadas después, Gibbs formó equipo con su antigua coprotagonista de 227 Jackée Harry en The First Family, donde Gibbs tuvo un papel recurrente como la madre de Harry en la pantalla, la Abuela Eddy. Después, trabajó otra vez con Harry en la película independienteForbidden Woman.
Gibbs interpretó una serie de papeles secundarios en películas, y apareció como invitada en The Fresh Prince of Bel-Air, Touched by an Angel (junto a Della Reese), Judging Amy, ER, ySouthland. Desde 1998 hasta 2002, tuvo un papel recurrente en The Hughleys. En 2012, Gibbs apareció en la película de Tyler Perry, Madea's Witness Protection, y en 2014, protagonizó la película independiente, Grantham & Rose.
En 2015, Gibbs ha hecho dos apariciones en la serie dramática de Shonda Rhimes, Scandal. Más tarde, apareció como invitada en Hot in Cleveland, American Horror Story: Hotel y This Is Us. En 2018, fue elegida para un papel recurrente en la serie dramática de la ABC, Station 19. Gibbs también ha interpretado papeles protagonistas en dos pilotos de televisión: Old Soul junto a Ellen Burstyn y Rita Moreno para la NBC en 2014, y Jalen Vs. Everybody de la ABC en 2017. En películas, fue coprotagonista en Lemon y en Please Stand By.
Gibbs era dueña de un club de jazz en South Central L.A. llamado Marla's Memory Lane Jazz and Supper Club desde 1981 hasta 1999. Como cantante, lanzó una serie de álbumes.[cita requerida].

## Vida personal
Gibbs estuvo casada con su novio del instituto Jordan Gibbs desde 1955 hasta 1973; tuvieron tres hijos: Angela Gibbs, Dorian Gibbs y Joseph Gibbs. Su hermana mayor en la fallecida actriz Susie Garrett. Su hija Angela Gibbs también es actriz; apareció en la serie de televisión Sanford and Son y en películas como Together Brothers, Drumline y Think Like A Man Too. El 31 de julio de 2014, Gibbs asistió a la Feria del Libro Leimert Park Village en Los Ángeles, California para rendir homenaje a Maya Angelou, quien falleció el 28 de mayo, y a Ruby Dee, quien falleció el 11 de junio. El 11 de enero de 2016, Gibbs y su antigua coestrella en 227, Jackée Harry, asistieron al final de la cantante ganadora del premio Grammy Natalie Cole en la West Angeles Church of God in Christ en Los Ángeles, California. Gibbs coprotagonizó junto a ella el telefilme Lily in Winter.[cita requerida]

## Filmografía

### Cine
| Año  | Título                     | Papel                 | Notas |
| ---- | -------------------------- | --------------------- | --- |
| 1973 | Sweet Jesus, Preacherman   | Beverly Solomon       | |
| 1974 | Black Belt Jones           | Camarera              | No acreditado |
| 1977 | Passing Through            | Secretaria            | |
| 1991 | Up Against the Wall        | Louise Bradley        | |
| 1991 | Last Breeze of Summer      | Cortometraje          | |
| 1993 | The Meteor Man             | Maxine Reed           | |
| 1994 | Lily in Winter             | Maize Covington       | |
| 1998 | Border to Border           | Dela                  | |
| 1999 | Foolish                    | Odetta                | |
| 1999 | Lost & Found               | Enid                  | |
| 2000 | The Visit                  | Lois Waters           | Premio del Festival de Cine Independiente Method por Mejor Actriz de Reparto Nominada — Premio NAACP Image por Mejor Actriz de Reparto en Largometraje Nominada — Premio Black Reel por Mejor Actriz de Reparto |
| 2000 | Stanley's Gig              | Eleanor Whitney       | |
| 2001 | The Brothers               | Mary West             | |
| 2005 | Love on Layaway            | Narradora             | |
| 2006 | The Ties That Bind         | Delores               | Cortometraje |
| 2006 | The Heart Specialist       | Srta. Overwood        | |
| 2009 | The What Goes Around       | Srta. Lacey           | Cortometraje |
| 2009 | Afro Ninja                 | Tía Mary              | |
| 2009 | Just Like Family           | Mabel Jenkins         | |
| 2009 | Devil's Land               | Juez Martha M. Levine | |
| 2010 | Sunnyview                  | Sra. Harris           | Cortometraje |
| 2012 | Who Killed Soul Glow?      |                       | |
| 2012 | C'mon Man                  | Sra. Crabtree         | |
| 2012 | Madea's Witness Protection | Hattie                | |
| 2013 | Forbidden Woman            | Sra. Simmons          | |
| 2014 | Grantham & Rose            | Rose Price            | |
| 2015 | The Man in 3B              | Srta. Mamie           | |
| 2016 | Second Sight               | Nana                  | |
| 2017 | Lemon                      | Lilly                 | |
| 2017 | The Last Revolutionary     | Millie                | |
| 2017 | You Can't Fight Christmas  | Beverly Lawrence      | |
| 2018 | Please Stand By            | Rose                  | |
| 2018 | Love Jacked                | Rose                  | |
| 2018 | HeadShop                   | Sra. Keys             | |

### Televisión
| Año       | Título                                          | Papel                              | Notas |
| --------- | ----------------------------------------------- | ---------------------------------- | --- |
| 1975–1985 | Los Jefferson                                   | Florence Johnston                  | Regular, 207 episodios NAACP Image Award for Outstanding Supporting Actress in a Comedy Series Nominated — Premio Primetime Emmy a la mejor actriz de reparto - Serie de comedia (1981-1985) Nominada — Globo de Oro a la mejor actriz de reparto de serie, miniserie o telefilme (1985) Nominada — Premio TV Land a la Sirvienta Favorita de la TV |
| 1975      | Barney Miller                                   | Sra. McBee                         | Episode: "Vigilante" |
| 1975      | The Missing Are Deadly                          | Enfermera                          | Telefilme |
| 1976      | Arthur Hailey's The Moneychangers               | Beth Euphrates                     | Miniserie |
| 1979      | You Can't Take It with You                      | Rheba                              | Telefilme |
| 1981      | Checking In                                     | Florence Johnston                  | Regular, 4 episodios |
| 1981      | The Love Boat                                   | Janet Dalton                       | Episodio: "The Incredible Hunk/Isaac, the Marriage Counselor/Jewels & Jim" |
| 1984      | Pryor's Place                                   | Miss Stern                         | 3 episodios |
| 1985–1990 | 227                                             | Mary Jenkins                       | Regular, 115 episodios |
| 1990      | Menu for Murder                                 | Marty Hallard                      | Telefilme |
| 1993      | A Different World                               | Directora Shaw                     | Episodio: "To Whit, with Love" |
| 1993      | In the Heat of the Night                        | Lilly Baker                        | Episodio: "A Baby Called Rocket" |
| 1993      | Empty Nest                                      | Josephine Douglas                  | Episodio: "Mother Dearest" |
| 1994      | Lily in Winter                                  | Maize Covington                    | Telefilme |
| 1995      | Dream On                                        | Sra. Perry                         | Episodio: "Little Orphan Eddie" |
| 1995      | Martin                                          | Miss Minnie                        | Episodio: "Housekeeper from Hell" Nominada — Premio NAACP Image por Mejor Actriz de Reparto en Serie de Comedia |
| 1996      | The Fresh Prince of Bel-Air                     | Florence Johnston                  | Episodio: "I, Done: Part 2" |
| 1997–1998 | 101 Dalmatians: The Series                      | Duquesa (voz)                      | 8 episodios |
| 1997-1999 | Happily Ever After: Fairy Tales for Every Child | Vieja Madre Hubbard / Abuela (voz) | 2 episodios |
| 1998–2002 | The Hughleys                                    | Hattie Mae Hughley                 | 16 episodios |
| 1999      | Martial Law                                     | Dolores Parker                     | 2 episodios |
| 1999      | Dawson's Creek                                  | Sra. Fran Boyd                     | Episodio: "First Encounters of the Close Kind" |
| 2000      | Touched by an Angel                             | Millie                             | Episodio: "The Invitation" Nominada — Premio NAACP Image por Mejor Actriz de Reparto en Serie Dramática |
| 2001      | Judging Amy                                     | Zella Van Exel                     | Episodio: "Between the Wanting and the Getting" |
| 2002      | The King of Queens                              | Nana Louise                        | Episodio: "Patrons Ain't" |
| 2002      | The Rerun Show                                  | Dra. Beamish                       | Episodio: "The Facts of Life: Shoplifting/The Jeffersons: A Bedtime Story" |
| 2002      | Arliss                                          | Sra. Jones                         | Episodio: "Profiles in Agenting" |
| 2004      | Listen Up                                       | Jackie Widmer                      | Episodio: "Thanksgiving" |
| 2004-2005 | Passions                                        | Tía Irma                           | Recurrente Nominada — Premio NAACP Image por Mejor Actriz en una Serie Diurna Dramática |
| 2005      | ER                                              | Cherise Barnes                     | Episodio: "Only Connect" |
| 2005      | Cold Case                                       | Georgie                            | Episodio: "Best Friends" |
| 2008      | Lincoln Heights                                 | Hazel Roberson                     | Episodio: "The Day Before Tomorrow" |
| 2011      | House of Payne                                  | Florence Johnston                  | Episodio: "Curtis Jefferson" |
| 2012      | Southland                                       | Srta. Miller                       | Episodio: "Underwater" |
| 2012–2013 | The First Family                                | Abuela Eddy                        | 11 episodios |
| 2013      | Mr. Box Office                                  | Florence Johnston                  | Episodio: "The Golden Apple" |
| 2014      | Old Soul                                        | Agnes                              | Piloto |
| 2015      | Scandal                                         | Rose                               | 2 episodios |
| 2015      | Hot in Cleveland                                | Marcia                             | Episodio: "Cleveland Calendar Girls" |
| 2015      | American Horror Story: Hotel                    | Cassie Royale                      | Episodio: "She Wants Revenge" |
| 2016      | Childrens Hospital                              | Flossie                            | Episodio: "Doctor Beth" |
| 2016–2017 | The Carmichael Show                             | Francis                            | 2 episodios |
| 2017      | Jalen Vs. Everybody                             | Grammie                            | Piloto |
| 2017      | This Is Us                                      | Señora en el Restaurante           | Episodio: "I Call Marriage" |
| 2017      | Teachers                                        | Sra. Potts                         | Episodio: "Snap Judgement" |
| 2017–2018 | Black-ish                                       | Mabel                              | 2 episodios |
| 2017      | Trial & Error                                   | Sra. Kratt                         | 2 episodios |
| 2018      | Beyond                                          | Dueña del machete                  | Episodio: "Six Feet Deep" |
| 2018      | The Thundermans                                 | Sweet Gam Gam                      | Episode: "Cookie Mistake" |
| 2018      | Estación 19                                     | Edith                              | Recurrente |
| 2018      | Rel                                             | Señorita Jenkins                   | Episodio: "Laundry Room" |